# Onthophagus triacanthus
Onthophagus triacanthus é uma espécie de inseto do género Onthophagus, família Scarabaeidae, ordem Coleoptera.
Foi descrita cientificamente por Castelnau em 1840.